# Паклене улице 8
Паклене улице 8 (енгл. The Fate of the Furious) амерички је акциони филм из 2017. године, редитеља Феликса Гарија Греја и сценаристе Криса Моргана. Наставак је филма Паклене улице 7 из 2015. године и осми је филм у серијалу Паклене улице. Продуценти филма су Нил Мориц, Вин Дизел, Мајкл Фотрел и Крис Морган. Глумачку екипу чине Вин Дизел, Двејн Џонсон, Џејсон Стејтам, Мишел Родригез, Тајрис Гибсон, Лудакрис, Скот Иствуд, Натали Емануел, Курт Расел и Шарлиз Терон. Радња прати Доминика Торета, који се скрасио са супругом Лети Ортиз, све док га сајбер-терористкиња Сајфер не присили да ради за њу и окрене га против свог тима, присиљавајући их да пронађу Дома и зауставе Сајфер.
Планови за осми филм у серијалу су први пут најављени у марту 2015, када се Дизел појавио у емисији Џими Кимел уживо! и најавио да ће филм бити смештен у Њујорку. Припреме за филм су почеле одмах након изласка седмог дела, када су Дизел, Морган и Мориц потврдили да ће бити продуценти. Након што су одредили датум изласка филма, кастинг је одржан између априла и јуна 2015. године. У октобру исте године, Греј је најављен као режисер, заменивши Џејмса Вона који је режирао претходни филм. Снимање је почело у марту 2016, а филм је сниман у Њујорку, Хавани, Атланти, Кливленду и на Исланду, настављајући традицију серијала са снимањем филма на егзотичним локацијама широм света. 
Филм је премијерно приказан 4. априла 2017. у Берлину, док је у америчким биоскопима реализован 14. априла исте године, у 3Д, ИМАКС, ИМАКС 3Д и 4Д форматима. Добио је помешане критике од стране критичара, који су похвалили глуму и акционе сцене, али су критиковали причу и дуго трајање филма. Зарадио је преко 1,2 милијарде долара широм света, што га је учинило трећим најуспешнијим филмом из 2017. године, а у време изласка је био 11. најуспешнији филм свих времена. Током премијерног викенда је зарадио 541,9 милиона долара, што га је учинило најуспешнијим премијерним викендом свих времена, све док га није надмашио филм Осветници: Рат бескраја наредне године.
Наставак, Паклене улице 9, премијерно је приказан 2021. године.

## Радња
Сад кад су Дом (Вин Дизел) и Лети (Мишел Родригез) на меденом месецу, Брајан (Пол Вокер) и Мија (Џордана Брустер) повукли су се из игре, а остатак екипе ослобођен свих оптужби. Овај тим који вечито путује по свету почео је да води нешто налик нормалном животу. Али кад мистериозна жена (оскаровка Шарлиз Терон) заведе Дома у свет криминала из ког изгледа не може да побегне и кад изда оне најближе њему, екипа ће се сусрести са најтежим изазовом који ће их довести пред тест какав никад пре нису имали.
Од обала Кубе и улица Њујорка, преко ледених равница код Беринговог мора, елитна јединица ће прећи цео свет не би ли спречила анархисту да покрене хаос на светској сцени, и врати кући човека који је од њих направио породицу.

## Улоге
| Глумац         | Улога          |
| -------------- | -------------- |
| Вин Дизел      | Доминик Торето |
| Двејн Џонсон   | Лук Хобс       |
| Џејсон Стејтам | Декард Шо      |
| Мишел Родригез | Лети Ортиз     |
| Тајрис Гибсон  | Роман Пирс     |
| Лудакрис       | Теж Паркер     |
| Скот Иствуд    | Ерик Рајснер   |
| Натали Емануел | Ремзи          |
| Курт Расел     | Френк Пети     |
| Шарлиз Терон   | Сајфер         |